# Kinema Citrus
Kinema Citrus Co., Ltd. (яп. 株式会社キネマシトラス Кабусики-гайся Кинэма Ситорасу) — японская анимационная студия, расположенная в Сугинами. Основана 3 марта 2008 года. Её коммерческими директорами являются Мунэки Огасавара, Юитиро Мацука и Масаки Татибана. Студия известна своими работами над Tokyo Magnitude 8.0 в 2009 году, совместной работой с Bones над третьим эпизодом OVA .hack//Quantum. В 2017 году была анонсирована экранизация студией ранобэ «Восхождение Героя Щита».

## Работы

### Аниме-сериалы
- Higepiyo (2009)
- Tokyo Magnitude 8.0 (2009; Совместно с BONES)[2]
- Oshiri Kajiri Mushi (2012)[3]
- Code: Breaker (2012)[4]
- Yuyushiki (2013)[5]
- Black Bullet (2014; совместно с Orange)[6]
- Barakamon (2014)[7]
- Gochuumon wa Usagi Desuka? (2015; совместно с White Fox)[8]
- Norn9 (2016; co-produced with Orange)
- Kuma Miko: Girl Meets Bear (2016; совместно с EMT Squared)
- Scorching Ping Pong Girls (2016)
- Made in Abyss (2017)
- Shōjo Kageki Revue Starlight (2018)
- «Восхождение Героя Щита» (2019)
- Show by Rock!! Mashumairesh!! (2020)
- Show by Rock!! Stars!! (2021)
- Cardfight!! Vanguard overDress (2021)
- «Восхождение Героя Щита 2» (2022)
- Cardfight!! Vanguard will+Dress (2022)
- Made in Abyss: The Golden City of the Scorching Sun (2022)
- My Happy Marriage (2023)
- «Восхождение Героя Щита 3» (2023)

### Полнометражные фильмы
- Eureka Seven: Pocket Full of Rainbows (2009; Совместно BONES)[9]
- Neppu Kairiku Bushi Road (2013; Совместно с Orange)[10]
- Made in Abyss: Journey's Dawn (2019)
- Made in Abyss: Wandering Twilight (2019)
- Made in Abyss: Dawn of the Deep Soul (2020)
- Revue Starlight Rondo Rondo Rondo (2020)
- Revue Starlight the Movie (2021)

### OVA
- .hack//Quantum (2010—2011)[11]
- The Legend of Heroes: Trails in the Sky (2011)
- Marimo no Hana (2012)
- Nagareboshi Lens (2012)
- Under the Dog (2016)[12]
- Yuyushiki (2017)

### Веб анимация
- Busou Shinki Moon Angel (2011)
- Star Wars: Visions - The Village Bride (2021)